# Epichlorops elongatus
Epichlorops elongatus är en tvåvingeart som beskrevs av Wheeler 1994. Epichlorops elongatus ingår i släktet Epichlorops och familjen fritflugor.
Artens utbredningsområde är Ontario. Inga underarter finns listade i Catalogue of Life.